# تو رو توی اتاقم می‌خواهم
«تو رو توی اتاقم می‌خواهم» (به انگلیسی: Want You in My Room) ترانه‎‌ای از خوانندهٔ کانادایی کارلی ری جپسن می‌باشد که به‌عنوان ششمین و آخرین تک‌آهنگ از چهارمین آلبوم استودیویی وی تحت عنوان متعهد منتشر گردید. این ترانه در به رتبهٔ ۳۲ در فهرست ۵۰ بهترین آهنگ‌های سال ۲۰۱۹ از نظر مجله رولینگ استون دست یافت.